# Dục Đức
Dục Đức, Nguyen Phuoc Ung Chan, född 1852, död 1883, Vietnams kejsare, i 3 dagar 1883. Han var brorson till den förre kejsaren Tự Đức men avsattes av ledande mandariner. Han blev instängd i en paviljong där han fick svälta till döds. 